# Lotlhakane
Lotlhakane est une ville du Botswana.